# Leandro Desábato
Leandro Desábato (Cafferata, 24 gennaio 1979) è un allenatore di calcio ed ex calciatore argentino, di ruolo difensore.

## Carriera
È stato una bandiera dell'Estudiantes (LP), con cui ha disputato oltre 400 incontri fra campionato e coppe.

## Palmarès

### Club

#### Competizioni nazionali
- Campionato argentino: 1

Estudiantes: Apertura 2010

#### Competizioni internazionali
- Coppa Libertadores: 1

Estudiantes: 2009

### Individuale
- Equipo Ideal de América: 1

2009